# Lucas Di Grassi
Lucas Di Grassi (ur. 11 sierpnia 1984 w São Paulo) – brazylijski kierowca wyścigowy. Mistrz Formuły E.

## Życiorys

### Początki kariery
Swoją karierę rozpoczął w 2002 roku w brazylijskiej edycji Formuły Renault, zajmując tam 2. miejsce. Rok później startował już w południowoamerykańskiej Formule 3 w zespole Avallone Motorsport. Także tam zajął drugie miejsce, wygrywając 3 z 12 wyścigów. W tym samym sezonie wystartował także w czterech wyścigach Formuły 3 Euro Series, nie odnosząc jednak tam sukcesów, zajmując w klasyfikacji końcowej 21. miejsce. Kolejny sezon to starty w kolejnej edycji F3, tym razem Brytyjskiej. W klasyfikacji generalnej zajął 8. miejsce, wygrywając 2 z 24 wyścigów. Sezon 2005 to kolejna próba sił w europejskim cyklu. Tym razem Brazylijczyk zajął 3. miejsce na koniec sezonu, jednakże z dużą stratą do dominującego duetu ASM Formule 3.

### GP2

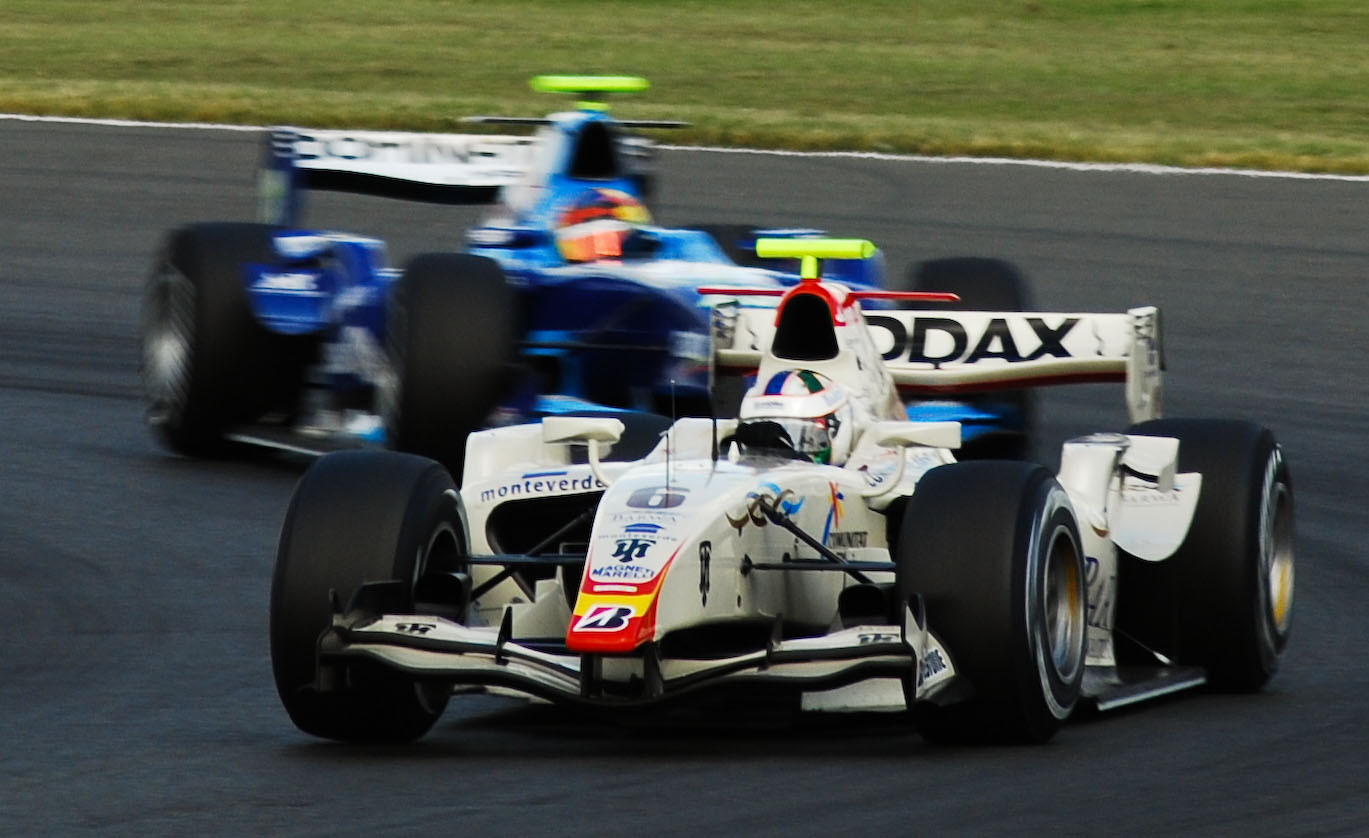
Lucas Di Grassi w Campos Grand Prix w GP2

W roku 2006 zadebiutował w przedsionku Formuły 1 – GP2. Pierwszy sezon startów nie był jednak udany dla Brazylijczyka, który w klasyfikacji generalnej zajął odległą 17. lokatę. Zdecydowanie inaczej ułożył się drugi rok startów, kiedy to reprezentował już mistrzowski team ART Grand Prix. Zdobył wówczas tytuł wicemistrzowski, przegrywając nieznacznie walkę z Timo Glockiem. W roku 2008 Lucas dzielił starty w GP2 z obowiązkami kierowcy testowego Renault F1 i pomimo opuszczenia trzech pierwszych rund sezonu zdołał zająć 3. miejsce w mistrzostwach, ze stratą jednego punktu do drugiego miejsca w klasyfikacji generalnej. W sezonie 2009 reprezentował barwy hiszpańskiej ekipy Racing Engineering, a więc zespołu, w którym jeździł ubiegłoroczny triumfator - Giorgio Pantano. Mimo dużych nadziei rok ten nie należał do najlepszych i di Grassi ponownie musiał zadowolić się 3. pozycją w końcowej klasyfikacji. Głównym tego powodem była słabsza forma bolidu oraz wiele nie zawinionych kolizji.

### Formuła 1

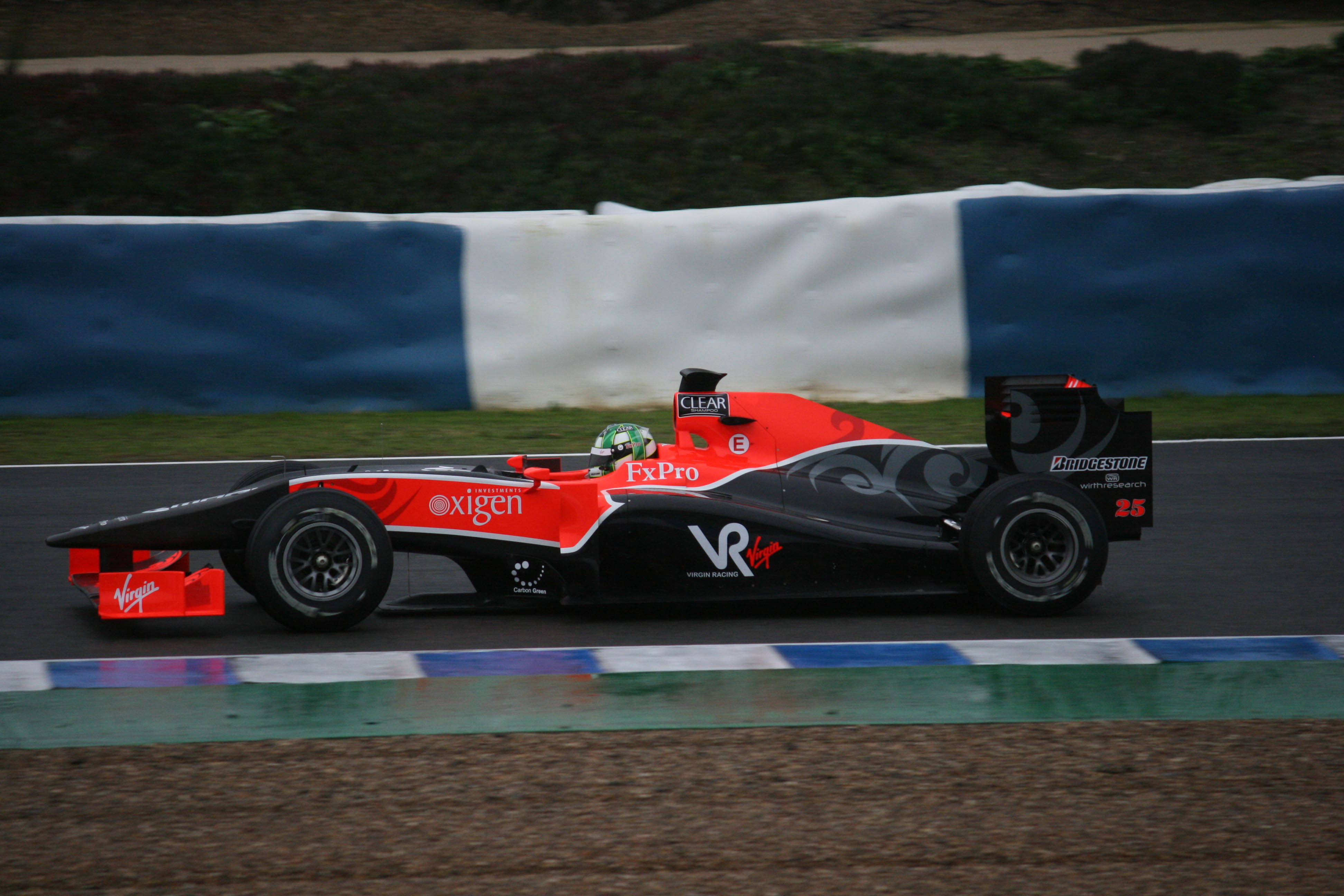
Lucas Di Grassi podczas testów w Jerez

15 grudnia 2009 potwierdzona została umowa di Grassiego z zespołem Virgin Racing na starty w Formule 1 w Sezonie 2010. Lucas Di Grassi pierwsze kilometry za kółkiem bolidu VR-01 zrobił podczas drugiej tury testów zimowych. Zajmował ostatnie pozycje z czasami gorszymi o około 8 sekund od czasu najlepszego kierowcy. Bolid był awaryjny. W kwalifikacjach do inauguracyjnego Grand Prix Bahrajnu, di Grassi zajął 22 miejsce startowe, wyścig zakończył na pierwszym okrążeniu przez awarię układu hydraulicznego. W kwalifikacjach do Grand Prix Australii był ponownie 22 a wyścig ukończył na 26 okrążeniu ponownie przez awarię układu hydraulicznego. W kwalifikacjach do Grand Prix Malezji Lucas Di Grassi był ostatni. Ukończył wyścig na czternastym miejscu przez wyprzedzenie duetu z zespołu Hispania Racing F1 Team, Heikkiego Kovalainena oraz Jarno Trullego borykającemu się z problemami technicznymi. To osiągnięcie było wielkim zaskoczeniem ponieważ po Grand Prix Australii wyszło na jaw, że Nick Wirth skonstruował za mały zbiornik paliwa w bolidzie co powodowało nie dojeżdżanie do mety przez brak paliwa. W kwalifikacjach do Grand Prix Chin zakwalifikował się na 22 pozycję, wyścigu nie ukończył przez awarię sprzęgła. W kwalifikacjach do Grand Prix Hiszpanii ponownie zakwalifikował się na 22 pozycję, wyścig ukończył na 19 miejscu. W Grand Prix Monako di Grassi uzyskał jak dotychczas najlepszą pozycję w kwalifikacjach, którą udało mu się powtórzyć w Grand Prix Europy, było to 21 miejsce. Wyścigu nie ukończył przez problemy z kołem, którego nie dało się odkręcić podczas Pit Stopu. W Grand Prix Turcji oraz Grand Prix Kanady w kwalifikacjach uzyskał 23 miejsce a wyścigi ukończył na 19 pozycji. W Grand Prix Europy w wyścigu dojechał na 17 miejscu. W Kwalifikacjach do Grand Prix Wielkiej Brytanii był 22, lecz podczas wyścigu już na 9 okrążeniu wyeliminowała go usterka układu hydraulicznego. Do Grand Prix Niemiec startował z 23 pozycji, ale podczas niedzielnego wyścigu musiał wycofać się z walki na 50 okrążeniu z powodu awarii bolidu.

### Po Formule 1
Po roku przerwy, w 2012 roku di Grassi dołączył do stawki FIA World Endurance Championship w klasie LMP1, gdzie jego najważniejszym osiągnięciem jest druga pozycja w 24-godzinnym wyścigu Le Mans w 2014 roku. Poza tym Brazylijczyk startował również w City of Dreams Macau GT Cup, V8 Supercars, 24h Nürburgring, American Le Mans Series i Stock Car Brasil.

### Formuła E

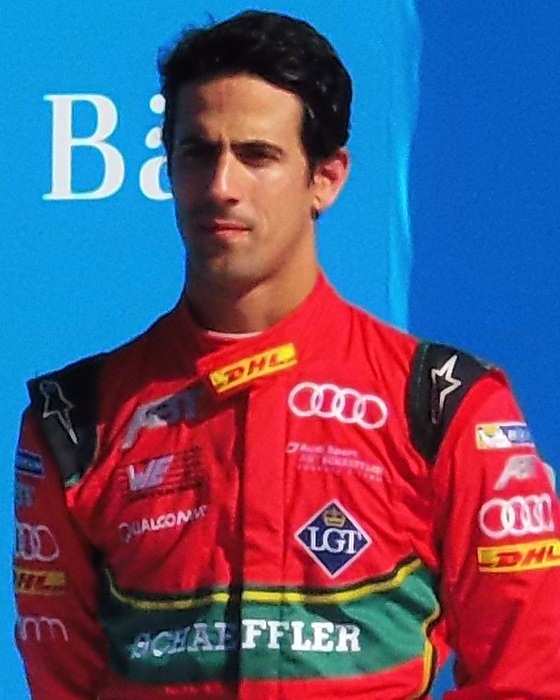
Di Grassi podczas ePrix Berlinu 2017

W sezonie 2014/2015 di Grassi dołączył do stawki nowo powstałej Formuły E (do zespołu Audi Sport ABT, później zespół ten był znany jako ABT Schaeffler Audi Sport). Po zaciętej walce o mistrzostwo ostatecznie zajął trzecią pozycję. W sezonach 2015/2016, 2016/2017, 2017/2018, 2018/2019, 2019/2020 i 2020/2021 pozostał w tej ekipie. W sezonie 2016/2017 wygrał klasyfikację kierowców (zdobył wtedy 181 punktów).

## Wyniki

### Formuła 1
| Legenda oznaczeń w tabelach wyników Wyświetl szablon na nowej stronie | Legenda oznaczeń w tabelach wyników Wyświetl szablon na nowej stronie                                                                     |
| Oznaczenie                                                            | Wyjaśnienie |
| --------------------------------------------------------------------- | --- |
| Złoty                                                                 | Zwycięzca lub mistrzostwo |
| Srebrny                                                               | 2. miejsce lub wicemistrzostwo |
| Brązowy                                                               | 3. miejsce lub II wicemistrzostwo |
| Zielony                                                               | Ukończył, punktował (w klasyfikacji generalnej, gdy zdobył co najmniej jeden punkt na przestrzeni sezonu, poza trzema powyższymi opcjami) |
| Niebieski                                                             | Ukończył, nie punktował (w klasyfikacji generalnej, gdy nie zdobył co najmniej jednego punktu na przestrzeni sezonu)                      |
| Czerwony                                                              | Nie zakwalifikował się (NZ) |
| Czerwony                                                              | Nie prekwalifikował się (NPK) |
| Różowy                                                                | Nie ukończył (NU) |
| Różowy                                                                | Niesklasyfikowany (NS) (w klasyfikacji generalnej, gdy nie został sklasyfikowany w żadnym wyścigu sezonu)                                 |
| Czarny                                                                | Zdyskwalifikowany (DK) |
| Czarny                                                                | Wykluczony (WYK/EX) |
| Biały                                                                 | Nie wystartował (NW) |
| Biały                                                                 | Kontuzjowany (K/INJ) |
| Biały                                                                 | Wyścig odwołany (OD/C) |
| Bez koloru                                                            | Został wycofany (WYC/WD) |
| Bez koloru                                                            | Nie przybył (NP/DNA) |
| Bez koloru                                                            | Nie brał udziału w treningach (NT/DNP) |
| Bez koloru                                                            | Nie został zgłoszony (–) |
| Pogrubienie                                                           | Start z pole position |
| Kursywa                                                               | Najszybsze okrążenie wyścigu |
| †                                                                     | Nie ukończył, ale jego rezultat został zaliczony ze względu na przejechanie więcej niż 90% dystansu wyścigu.                              |
| *                                                                     | Sezon w trakcie |
| 1/2/3                                                                 | Punktowana pozycja w sprincie kwalifikacyjnym                                                                                             |
| Lista systemów punktacji Formuły 1                                    | |

| Sezon | Zespół        | Samochód         | Pozycje startowe / w wyścigach | Pozycje startowe / w wyścigach | Pozycje startowe / w wyścigach | Pozycje startowe / w wyścigach | Pozycje startowe / w wyścigach | Pozycje startowe / w wyścigach | Pozycje startowe / w wyścigach | Pozycje startowe / w wyścigach | Pozycje startowe / w wyścigach | Pozycje startowe / w wyścigach | Pozycje startowe / w wyścigach | Pozycje startowe / w wyścigach | Pozycje startowe / w wyścigach | Pozycje startowe / w wyścigach | Pozycje startowe / w wyścigach | Pozycje startowe / w wyścigach | Pozycje startowe / w wyścigach | Pozycje startowe / w wyścigach | Pozycje startowe / w wyścigach | Pozycje startowe / w wyścigach | Pozycje startowe / w wyścigach |
| Sezon | Zespół        | Silnik           | 1                              | 2                              | 3                              | 4                              | 5                              | 6                              | 7                              | 8                              | 9                              | 10                             | 11                             | 12                             | 13                             | 14                             | 15                             | 16                             | 17                             | 18                             | 19                             | 20                             | 21                             |
| 2010  |               |                  | Bahrajn                        | Australia                      | Malezja                        |                                | Hiszpania                      | Monako                         | Turcja                         | Kanada                         | Unia Europejska                | Wielka Brytania                | Niemcy                         | Węgry                          | Belgia                         | Włochy                         | Singapur                       | Japonia                        | Korea Południowa               | Brazylia                       |                                |                                |                                |
| ----- | ------------- | ---------------- | ------------------------------ | ------------------------------ | ------------------------------ | ------------------------------ | ------------------------------ | ------------------------------ | ------------------------------ | ------------------------------ | ------------------------------ | ------------------------------ | ------------------------------ | ------------------------------ | ------------------------------ | ------------------------------ | ------------------------------ | ------------------------------ | ------------------------------ | ------------------------------ | ------------------------------ | ------------------------------ | ------------------------------ |
| 2010  | Virgin Racing | Virgin VR-01     | 22                             | 22                             | 24                             | 22                             | 22                             | 21                             | 23                             | 23                             | 21                             | 22                             | 24                             | 22                             | 22                             | 21                             | 20                             | 21                             | 22                             | 21                             | 22                             |                                |                                |
| 2010  | Virgin Racing | Cosworth CA 2010 | NU                             | NU                             | 14                             | NU                             | 19                             | NU                             | 19                             | 19                             | 17                             | NU                             | NU                             | 18                             | 17                             | 20                             | 15                             | NW                             | NU                             | NS                             | 18                             |                                |                                |

### GP2
| Legenda oznaczeń w tabelach wyników Wyświetl szablon na nowej stronie | Legenda oznaczeń w tabelach wyników Wyświetl szablon na nowej stronie                                                                     |
| Oznaczenie                                                            | Wyjaśnienie |
| --------------------------------------------------------------------- | --- |
| Złoty                                                                 | Zwycięzca lub mistrzostwo |
| Srebrny                                                               | 2. miejsce lub wicemistrzostwo |
| Brązowy                                                               | 3. miejsce lub II wicemistrzostwo |
| Zielony                                                               | Ukończył, punktował (w klasyfikacji generalnej, gdy zdobył co najmniej jeden punkt na przestrzeni sezonu, poza trzema powyższymi opcjami) |
| Niebieski                                                             | Ukończył, nie punktował (w klasyfikacji generalnej, gdy nie zdobył co najmniej jednego punktu na przestrzeni sezonu)                      |
| Czerwony                                                              | Nie zakwalifikował się (NZ) |
| Czerwony                                                              | Nie prekwalifikował się (NPK) |
| Różowy                                                                | Nie ukończył (NU) |
| Różowy                                                                | Niesklasyfikowany (NS) (w klasyfikacji generalnej, gdy nie został sklasyfikowany w żadnym wyścigu sezonu)                                 |
| Czarny                                                                | Zdyskwalifikowany (DK) |
| Czarny                                                                | Wykluczony (WYK/EX) |
| Biały                                                                 | Nie wystartował (NW) |
| Biały                                                                 | Kontuzjowany (K/INJ) |
| Biały                                                                 | Wyścig odwołany (OD/C) |
| Bez koloru                                                            | Został wycofany (WYC/WD) |
| Bez koloru                                                            | Nie przybył (NP/DNA) |
| Bez koloru                                                            | Nie brał udziału w treningach (NT/DNP) |
| Bez koloru                                                            | Nie został zgłoszony (–) |
| Pogrubienie                                                           | Start z pole position |
| Kursywa                                                               | Najszybsze okrążenie wyścigu |
| †                                                                     | Nie ukończył, ale jego rezultat został zaliczony ze względu na przejechanie więcej niż 90% dystansu wyścigu.                              |
| *                                                                     | Sezon w trakcie |
| 1/2/3                                                                 | Punktowana pozycja w sprincie kwalifikacyjnym                                                                                             |
| Lista systemów punktacji Formuły 1                                    | |

| Rok  | Zespół                        | Wyniki w poszczególnych eliminacjach | Wyniki w poszczególnych eliminacjach | Wyniki w poszczególnych eliminacjach | Wyniki w poszczególnych eliminacjach | Wyniki w poszczególnych eliminacjach | Wyniki w poszczególnych eliminacjach | Wyniki w poszczególnych eliminacjach | Wyniki w poszczególnych eliminacjach | Wyniki w poszczególnych eliminacjach | Wyniki w poszczególnych eliminacjach | Wyniki w poszczególnych eliminacjach | Wyniki w poszczególnych eliminacjach | Wyniki w poszczególnych eliminacjach | Wyniki w poszczególnych eliminacjach | Wyniki w poszczególnych eliminacjach | Wyniki w poszczególnych eliminacjach | Wyniki w poszczególnych eliminacjach | Wyniki w poszczególnych eliminacjach | Wyniki w poszczególnych eliminacjach | Wyniki w poszczególnych eliminacjach | Wyniki w poszczególnych eliminacjach | Punkty | Pozycja |
| ---- | ----------------------------- | ------------------------------------ | ------------------------------------ | ------------------------------------ | ------------------------------------ | ------------------------------------ | ------------------------------------ | ------------------------------------ | ------------------------------------ | ------------------------------------ | ------------------------------------ | ------------------------------------ | ------------------------------------ | ------------------------------------ | ------------------------------------ | ------------------------------------ | ------------------------------------ | ------------------------------------ | ------------------------------------ | ------------------------------------ | ------------------------------------ | ------------------------------------ | ------ | ------- |
| 2006 | Durango                       | VAL                                  | VAL                                  | SMR                                  | SMR                                  | NÜR                                  | NÜR                                  | ESP                                  | ESP                                  | MON                                  | GBR                                  | GBR                                  | FRA                                  | FRA                                  | HOC                                  | HOC                                  | HUN                                  | HUN                                  | TUR                                  | TUR                                  | ITA                                  | ITA                                  | 8      | 17      |
| 2006 | Durango                       | 17                                   | 16†                                  | NU                                   | NU                                   | 18                                   | 13                                   | 12                                   | 9                                    | 11                                   | NU                                   | NW                                   | 7                                    | 6                                    | NU                                   | NU                                   | 13                                   | NU                                   | 5                                    | 9                                    | 10                                   | 14                                   | 8      | 17      |
| 2007 | ART Grand Prix                | BHR                                  | BHR                                  | ESP                                  | ESP                                  | MON                                  | FRA                                  | FRA                                  | GBR                                  | GBR                                  | DEU                                  | DEU                                  | HUN                                  | HUN                                  | TUR                                  | TUR                                  | ITA                                  | ITA                                  | BEL                                  | BEL                                  | VAL                                  | VAL                                  | 77     | 2       |
| 2007 | ART Grand Prix                | 5                                    | NU                                   | 3                                    | 3                                    | 5                                    | 2                                    | 4                                    | 4                                    | 4                                    | 2                                    | 6                                    | 4                                    | 4                                    | 1                                    | 11                                   | 13                                   | 4                                    | 3                                    | 3                                    | NU                                   | 13                                   | 77     | 2       |
| 2008 | Campos Grand Prix             | ESP                                  | ESP                                  | TUR                                  | TUR                                  | MON                                  | MON                                  | FRA                                  | FRA                                  | GBR                                  | GBR                                  | DEU                                  | DEU                                  | HUN                                  | HUN                                  | VAL                                  | VAL                                  | BEL                                  | BEL                                  | ITA                                  | ITA                                  |                                      | 63     | 3       |
| 2008 | Campos Grand Prix             | –                                    | –                                    | –                                    | –                                    | –                                    | –                                    | 2                                    | 4                                    | 2                                    | 2                                    | 5                                    | NU                                   | 1                                    | 10                                   | 4                                    | 1                                    | 20†                                  | 5                                    | 1                                    | 11                                   |                                      | 63     | 3       |
| 2009 | Fat Burner Racing Engineering | ESP                                  | ESP                                  | MON                                  | MON                                  | TUR                                  | TUR                                  | GBR                                  | GBR                                  | DEU                                  | DEU                                  | HUN                                  | HUN                                  | VAL                                  | VAL                                  | BEL                                  | BEL                                  | ITA                                  | ITA                                  | POR                                  | POR                                  |                                      | 63     | 3       |
| 2009 | Fat Burner Racing Engineering | NU                                   | 10                                   | 4                                    | 4                                    | 8                                    | 1                                    | 2                                    | 19                                   | 7                                    | NU                                   | 2                                    | 3                                    | 19†                                  | NU                                   | 3                                    | NU                                   | 3                                    | 2                                    | 3                                    | 15                                   |                                      | 63     | 3       |